# یوهان ژلداهل
یوهان کیِلدال (ژلداهل) (دانمارکی: Johan Kjeldahl؛ زاده ۱۶ اوت ۱۸۴۹ درگذشته ۱۸ ژوئیهٔ ۱۹۰۰) یک شیمی‌دان اهل دانمارک بود. 